# قائمة ملوك بريطانيا العظمى

الشعار الملكي لإنجلترا واسكتلندا ضمن الاتحاد الملكي

النظام الملكي البريطاني هو خط الخلافة المباشرة لكل من دول الاتحاد الملكي إنجلترا واسكتلندا وأيرلندا الشمالية حالياً. بالنسبة لهذه الدول يختلف ملوكها لسبب بسيط أن تاريخ انضمامها هو تاريخ احتساب عاهل الدولة، وكان هناك 12 من ملوك بريطانيا العظمى والمملكة المتحدة، شكلت المملكة في 1 مايو 1707 مع اندماج مملكة إنجلترا ومملكة اسكتلندا، التي كانت في اتحاد رمزي يعرف تحت اسم بيت ستيوارت مند 24 آذار / مارس 1603. في العام 1801 إندمجت مملكة أيرلندا ضمن اتحاد بريطانيا العظمى ليصبح اسماً ثلاثياً المملكة المتحدة لبريطانيا العظمى وأيرلندا. بعد الحرب الإيرلندية التي اندلعت في 6 كانون الثاني / ديسمبر 1922، أعلن انفصال القسم الجنوبي من أيرلندا في 12 نيسان / أبريل 1927 وأما الجزء الشمالي فقد فضَّل البقاء تحت سيادة التاج البريطاني.

## بيت ستيوارت
| ملوك قبل 1707                                               | ملوك قبل 1707 | انظر قائمة ملوك إنجلترا | انظر قائمة ملوك إنجلترا | انظر قائمة ملوك إنجلترا                 | وملوك اسكتلندا |                |
| الاسم ومدة العرش                                            | صورة          | الميلاد                 | الوفاة                  | الزوج                                   | خلفه(ها) | فترة الحكم     |
| آن ما بين 1707-1714 ملكة إنجلترا واسكتلندا ما بين 1702-1707 |               | 6 فبراير 1665           | 1 أغسطس 1714            | جورج من الدنمارك قصر سانت جيمس ابن واحد | إعادة صياغة بيان الاتحاد (قانون التسوية) كانت آن ملكة على إنجلترا واسكتلندا وأيرلندا منذ 8 مارس 1702، وباندماج إنجلترا واسكتلندا صارت أول ملكة لما سمي ببريطانيا العظمى | 7 سنة، 92 يوماً |

## بيت هانوفر
| الاسم ومدة العرش                    | صورة | الميلاد        | الوفاة         | الزوج                                  | خلفه(ها)              | فترة الحكم       |
| ----------------------------------- | ---- | -------------- | -------------- | -------------------------------------- | --------------------- | ---------------- |
| جورج الأول ما بين 1 أغسطس 1714-1727 |      | 28 مايو 1660   | 11 يونيو 1727  | صوفيا دوروثيا من برونزويك              | ابنه                  | 12 سنة، 314 يوماً |
| جورج الثاني ما بين 1727-1760        |      | 30 أكتوبر 1683 | 25 أكتوبر 1760 | كارولين من براندنبورغ-أنسباخ           | ابن أمير ويلز فريدريك | 33 سنة، 136 يوماً |
| جورج الثالث ما بين 1760-1820        |      | 4 يونيو 1738   | 29 يناير 1820  | شارلوت من مكلنبورغ-ستريليتس            | ابنه                  | 59 سنة، 96 يوماً  |
| جورج الرابع ما بين 1820-1830        |      | 12 أغسطس 1762  | 26 يونيو 1830  | آن ماريا فيتزهربرت كارولين من برونزويك | أخوه                  | 10 سنة، 148 يوماً |
| ويليام الرابع ما بين 1830-1837      |      | 21 أغسطس 1765  | 20 يونيو 1837  | أديلايد من ساكس-ماينينغن               | ابنة أخيه إدوارد      | 6 سنة، 359 يوماً  |
| فيكتوريا ما بين 1837-1901           |      | 24 مايو 1819   | 22 يناير 1901  | ألبرت، الأمير الزوج                    | ابنها                 | 63 سنة، 216 يوماً |

## بيت ساكس كوبورغ غوتا
| الاسم ومدة العرش               | صورة | الميلاد       | الوفاة     | الزوج                | خلفه(ها) | فترة الحكم      |
| ------------------------------ | ---- | ------------- | ---------- | -------------------- | -------- | --------------- |
| إدوارد السابع ما بين 1901-1910 |      | 9 نوفمبر 1841 | 6 ماي 1910 | ألكسندرا من الدنمارك | ابنه     | 9 سنة، 104 يوماً |

## بيت ويندسور
| الاسم ومدة العرش                                        | صورة | الميلاد        | الوفاة         | الزوج              | خلفه(ها) | فترة الحكم                 |
| ------------------------------------------------------- | ---- | -------------- | -------------- | ------------------ | -------- | -------------------------- |
| جورج الخامس من 06 مايو 1910 إلى 20 يناير 1936           |      | 3 يونيو 1865   | 20 يناير 1936  | ماري تك            | ابنه     | 25 سنة، 259 يوماً           |
| إدوارد الثامن من 20 يناير إلى 11 ديسمبر 1936            |      | 23 يونيو 1894  | 28 ماي 1972    | واليس دوقة وندسور  | أخوه     | 0 سنة، 326 يوماً            |
| جورج السادس ما بين 11 ديسمبر 1936 إلى 6 فبراير 1952     |      | ديسمبر 1895    | 6 فبراير 1952  | إليزابيث باوز ليون | بنته     | 15 سنة، 57 يوماً            |
| إليزابيث الثانية ما بين 6 فبراير 1952 إلى 8 سبتمبر 2022 |      | 21 أبريل 1926  | 8 سبتمبر 2022  | فيليب دوق إدنبرة   | ابنها    | 70 سنة، 214 يوماً           |
| تشارلز الثالث منذ 8 سبتمبر 2022                         |      | 14 نوفمبر 1948 | على قيد الحياة | كاميلا شاند        | -        | 2 سنوات، و9 شهور، و15 أيام |